# Syzygium nomoa
Syzygium nomoa är en myrtenväxtart som beskrevs av André Guillaumin. Syzygium nomoa ingår i släktet Syzygium och familjen myrtenväxter.
Artens utbredningsområde är Vanuatu. Inga underarter finns listade i Catalogue of Life.